# Фонтана Чалео (Фрозиноне)
Фонтана Чалео је насеље у Италији у округу Фрозиноне, региону Лацио.
Према процени из 2011. у насељу је живело 58 становника. Насеље се налази на надморској висини од 103 м.